# Travel Air Manufacturing Company
Travel Air Manufacturing Company fue un fabricante de aviones establecido en Wichita, Kansas, Estados Unidos en enero de 1925 por Clyde Cessna, Walter Beech y Lloyd Stearman.
Travel Air, uno de los primeros líderes en la fabricación de aviones ligeros monomotores entre 1925 y 1931, fue el fabricante de aviones de mayor volumen en los Estados Unidos en 1928, y el principal contribuyente a que Wichita fuera nombrada la "capital del aire" por la Cámara de Comercio Aeronáutica .  
Travel Air produjo el avión de carreras Travel Air Mystery Ship, que marcó tendencia y forzó cambios radicales en la aviación militar estadounidense. Travel Air también desarrolló los primeros aviones pequeños, incluido el primero de Delta Airlines y el primer avión civil que llegó a Hawái por aire.  
Con Walter Beech como su último presidente, la empresa fue adquirida por Curtiss-Wright Corporation y se trasladó a St. Louis, Missouri, antes de que cesara la producción durante la Gran Depresión . Sin embargo, Beech regresó a Wichita en 1932, adquirió la fábrica abandonada de Travel Air y reanudó la producción bajo su propio nombre, con Beech Aircraft Corporation, produciendo lo que habría sido el modelo número 17 de Travel Air, pero como Beech Model 17 "Staggerwing". 

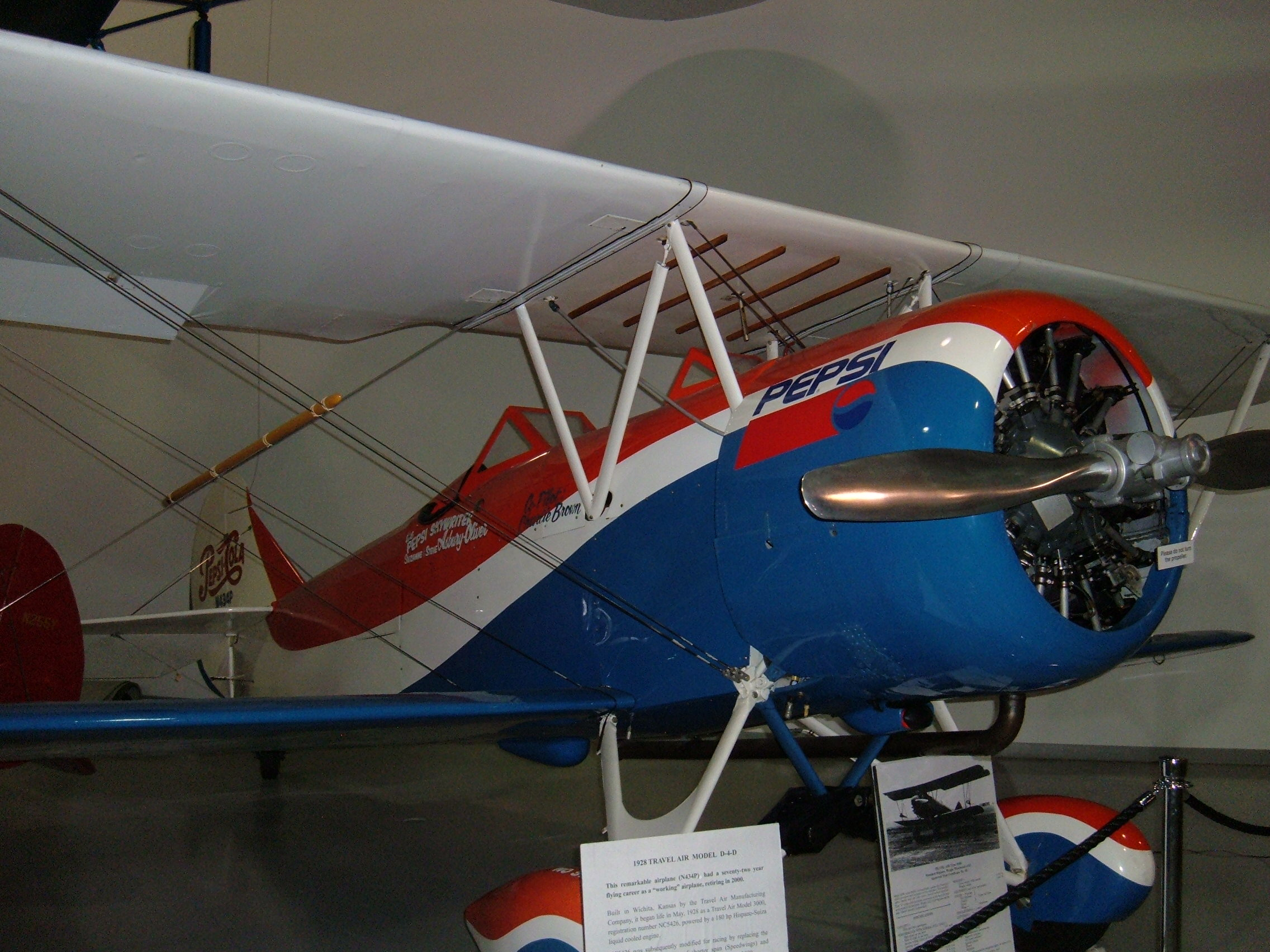
D-4-D de 1928 en el Museo de Aviación Hiller

## Historia

### Los primeros biplanos

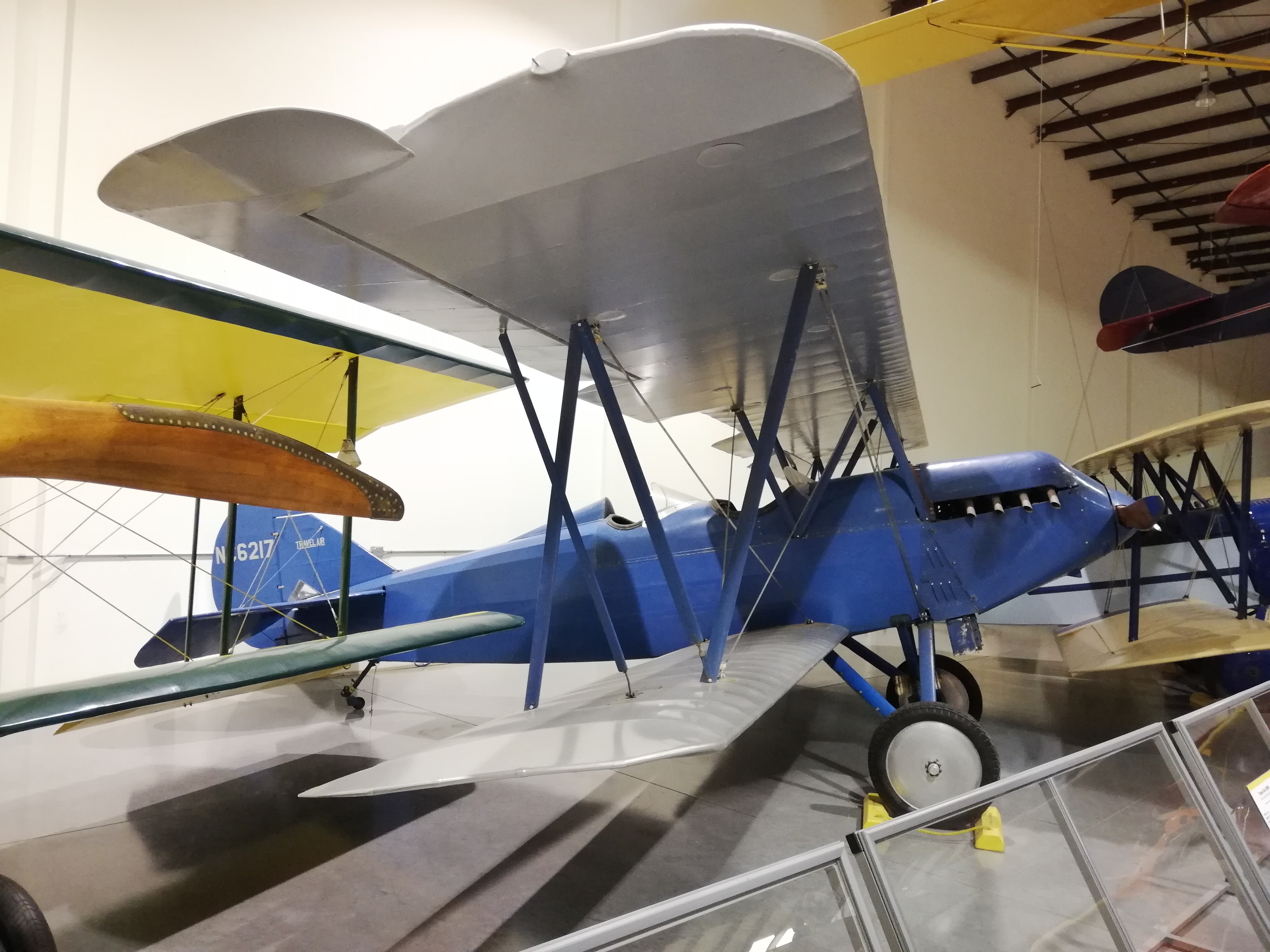
Viajes Aire 2000 c/n 669. Construido en 1928. Actualmente se exhibe en el Museo Aéreo Yanki, en Chino, California, EE. UU.

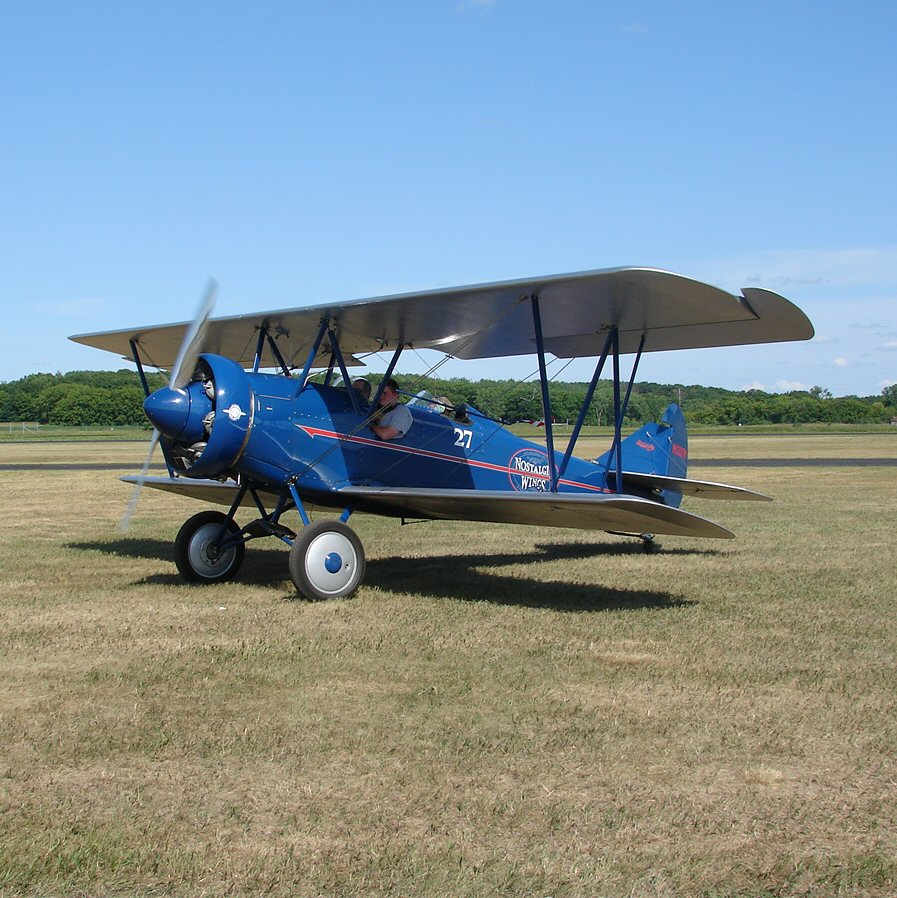
Travel Air 4000 con el logo del Tour Aéreo Nacional 2003, en el que participó.

La compañía construyó inicialmente una serie de biplanos deportivos y de entrenamiento con cabina abierta, incluidos el Modelo A, el Modelo B, el Modelo BH y el Modelo BW (estos fueron posteriormente renumerados ). Otros tipos incluyeron los monoplanos de cabina de ala alta 5000 y 6000 y el avión correo CW/7000.
El A se diferenciaba en algunos detalles menores, como la falta de los alerones salientes estilo Fokker que dieron al resto de la serie el apodo de Wichita Fokker (aunque no estaban presentes en todos los modelos posteriores), mientras que el B, el BH y el BW se diferenciaban solo en el motor instalado – el A y el B tenían un Curtiss OX-5, el BH tenía un Hispano-Suiza V-8, el BW tenía un radial Wright (de varios tipos).

La compañía construyó inicialmente una serie de biplanos deportivos y de entrenamiento con cabina abierta, incluidos el Modelo A, el Modelo B, el Modelo BH y el Modelo BW (estos fueron posteriormente renumerados ). Otros tipos incluyeron los monoplanos de cabina de ala alta 5000 y 6000 y el avión correo CW/7000.(información sobre las distintas partes de las que se compone, sus características, cronología, usos, etc.)
El A se diferenciaba en algunos detalles menores, como la falta de los alerones salientes estilo Fokker que dieron al resto de la serie el apodo de Wichita Fokker (aunque no estaban presentes en todos los modelos posteriores), mientras que el B, el BH y el BW se diferenciaban solo en el motor instalado – el A y el B tenían un Curtiss OX-5, el BH tenía un Hispano-Suiza V-8, el BW tenía un radial Wright (de varios tipos).

### Monoplanos de cabina
El Travel Air 5000 fue un diseño de Cessna, pedido en pequeñas cantidades para National Air Transport . Se trataba de dos aviones de resistencia de largo alcance construidos a medida y con un concepto similar al Spirit of St. Louis de Charles Lindbergh . Woolaroc, pilotado por Art Gobel, ganó la desastrosa carrera aérea Dole desde Oakland, California a Hawái, en la que la mayoría de los participantes desaparecieron en el mar o murieron al intentar la travesía. 
Luego, Travel Air produjo el Modelo 6000, un monoplano de cabina de ala alta con cinco o seis asientos, destinado al uso de aerolíneas y para propietarios privados muy ricos. 

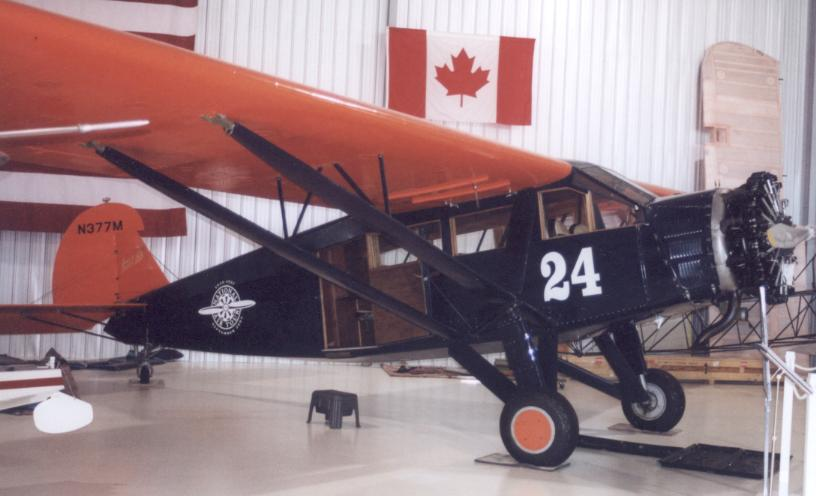
Travel Air 6000 con el logo del Tour Aéreo Nacional 2003, en el que participó.

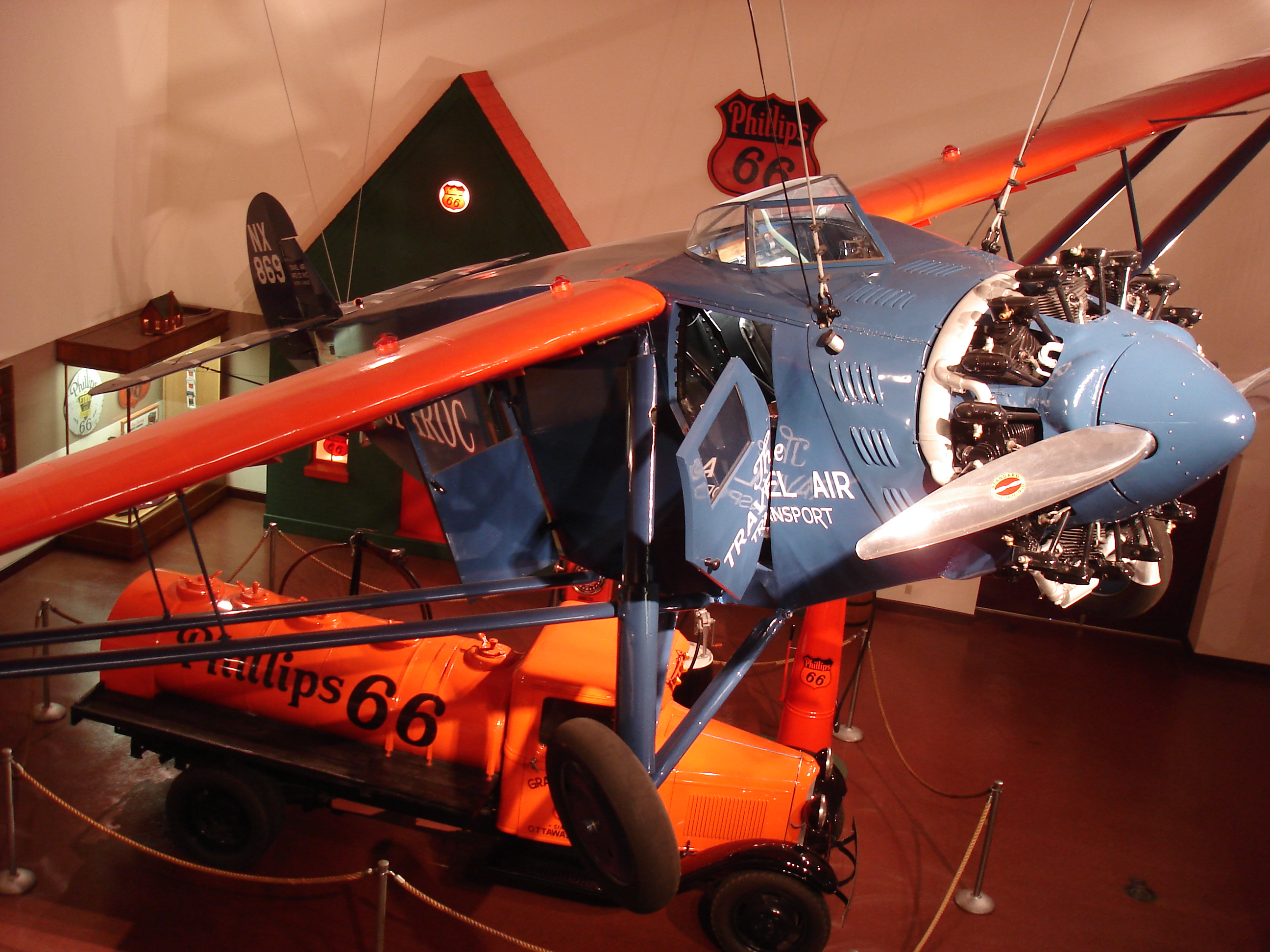
Avión "Woolaroc", ganador de la carrera aérea Dole de 1927, en el museo Woolaroc de Oklahoma.2 de agosto de 2008. Foto cortesía de Tyler Thompson

Una pequeña flota de Travel Air 6000 fueron los primeros aviones de pasajeros de Delta Air Service (que finalmente pasó a llamarse Delta Airlines ).  En 1928, National Air Transport operó el Tipo 6000 en sus rutas de correo y pasajeros desde Chicago a Dallas, Kansas City y Nueva York. 
El gobierno paraguayo adquirió dos Travel Air 6000 durante la Guerra del Chaco (1932-1935) para el Escuadrón de Transporte de su Fuerza Aérea. Estos aviones pertenecían a TAT con las matrículas NC624K (c/n 6B-2011) y NC9815 (c/n 6B-1029); recibieron los seriales militares T-2 y T-5 (posteriormente reseriado como T-9). Los aviones fueron utilizados intensamente durante el conflicto como ambulancias aéreas. Ambos sobrevivieron a la guerra y continuaron volando en la fuerza aérea. En 1945 fueron transferidos a la primera aerolínea paraguaya, Líneas Aéreas de Transporte Nacional (LATN) y recibieron las matrículas civiles ZP-SEC y ZP-SED. Fueron retirados del uso en 1947.

### Biplanos de cabina
El CH o 7000, un biplano monomotor con cabina abierta para el piloto encima y detrás de una cabina pequeña y cerrada para carga o pasajeros, tuvo poco éxito, pero terminó en Alaska como uno de los primeros aviones de monte.

### Monoplanos de carreras

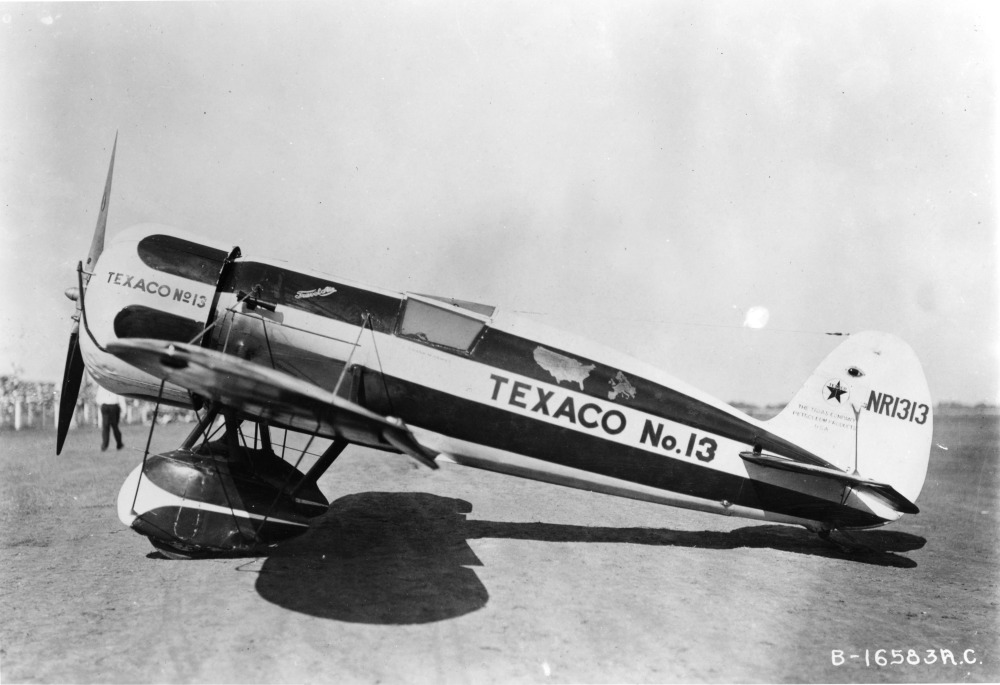
Avión de carreras Travel Air Model 'R' NR-1313 (Texaco n.° 13)

Travel Air también fue responsable de una serie de aviones de carreras muy exitosos, que debido a que la compañía mantuvo un gran secreto sobre ellos durante el desarrollo, la prensa los denominó Mystery Ships . En 1929, en las Carreras Aéreas Nacionales de Cleveland, el primer Travel Air Model R Mystery Ship se convirtió en el primer avión estadounidense en superar a los mejores aviones de combate del país, ganando la carrera de pilones de clase ilimitada Thompson Trophy.
Los Mystery Ships dominaron el circuito de carreras durante varios años y tuvieron la distinción de ser más rápidos que cualquier cosa que el ejército de los EE. UU. tuviera en su poder.    Obligó al ejército estadounidense a enfrentarse a la necesidad de renunciar a los cazas biplanos y a los motores refrigerados por agua.
Su fama hizo que se vendiera un ejemplar a los italianos, lo que inspiró el diseño de un avión de carreras y del caza Breda Ba.27 .

### Adquisición por parte de Curtiss-Wright
Travel Air se fusionó con Curtiss-Wright Corporation en agosto de 1929.  Curtiss-Wright continuó fabricando algunos de los diseños de Travel Air, aunque fueron renumerados nuevamente, de modo que el 4000 pasó a ser el 4 y el 6000 pasó a ser el 6. Otros tipos que estuvieron cerca de alcanzar el número de producción del 8 al 16 se construyeron bajo la gestión de Curtiss-Wright, como el Curtiss-Wright CW-12 . que en diversas marcas fue vendido a varios países sudamericanos.
El fundador de Travel Air (con Clyde Cessna y Lloyd Stearman), Walter Beech, renunció a Curtis-Wright Corporation en marzo de 1932 para formar Beech Aircraft Company en Wichita, Kansas.

### Powder Puff Derby
En agosto de 1929 se celebró el primer Derby Aéreo Femenino . De los 20 participantes en el Women's Air Derby, también conocido como "Powder Puff Derby", siete volaron en Travel Airs y fue Louise Thaden quien ganó la carrera de Santa Mónica, California, a Cleveland. Opal Kunz terminó octavo. Los otros cinco Travel Airs fueron pilotados por Pancho Barnes, Claire Fahy, Marvel Crosson, Mary von Mack y Blanche Noyes .
Una de las condiciones extrañas era que el avión tendría que tener una potencia “apropiada para una mujer”. A Opal Kunz le dijeron que su avión era demasiado rápido para que lo manejara una mujer y que tenía que conseguir otro avión o quedarse fuera de la carrera. “…Aunque Opal Kunz poseía y pilotaba su propio Travel Air de 300 caballos de fuerza, no se le permitió competir porque los jueces lo consideraron “demasiado rápido para que lo vuele una mujer”. Con 25.000 US$ en premios en juego, compró un Travel Air de menor potencia para competir.” 

### Aeronave
| Model               | 1st flight | No. built | Type                                                                      |
| ------------------- | ---------- | --------- | ------------------------------------------------------------------------- |
| A/1000              | 1925       | 1         | Biplano de cabina abierta con motor Curtiss OX-5                          |
| B/2000              | 1927       | ~600      | Biplano de cabina abierta con motor OX-5                                  |
| BH/3000             | 1926       | ~50       | Modelo 2000 con motor Hispano-Suiza V-8                                   |
| BW/4000/4           | 1926       | 99        | Modelo 2000 con motor Wright J-6-7 Whirlwind, muchos de ellos convertidos |
| 5000                | 1926       | 14        | Monoplano de cabina monomotor, incluye Woolaroc                           |
| 6000/6              | 1929       | 8+        | Monoplano de cabina con un solo motor radial                              |
| CH/CW/7000          | 1926       | 2         | Biplano monomotor con cabina abierta pero cerrada.                        |
| 8000                | 1928       | 3         | Designación alternativa para 4000-CAM (motor Caminez)                     |
| 9000                | 1928       | 4 or 5    | Designación alternativa para 4000-SH (motor Siemens)                      |
| 10                  | 1929       | 12+       | Monoplano de cabina a escala reducida del modelo 6000                     |
| 11                  | 1929       | 2         | D-2000 propulsado por un motor Wright J-6 para fines de competición       |
| Type R Mystery Ship | 1929       | 5         | Monoplano de carreras                                                     |
| 12                  | 1931       | 41        | Entrenador biplano de cabina abierta construido como Curtiss-Wright CW-12 |
| 14                  | 1931       | 9+        | Reemplazo del 4000, construido como Curtiss-Wright CW-14                  |
| 15                  | 1931       | 16+       | Modelo 6000 mejorado construido como Curtiss-Wright CW-15                 |
| 16                  | 1931       | 23        | Avión CW-12 de tres asientos, construido como Curtiss-Wright CW-16        |